# Lista de membros da Royal Society eleitos em 1674
Esta é uma lista de Membros da Royal Society eleitos em seu décimo-quinto ano, 1674.

## Fellows
- Sir Jonas Moore (1617 -1679)
- Edmund Castell (1606 -1685)
- René-François de Sluse (1622 -1685)
- Giovanni Battista Pacichelli (1634 -1695)
- Henry Jenkes (m. 1697)